# Drew Barrymore

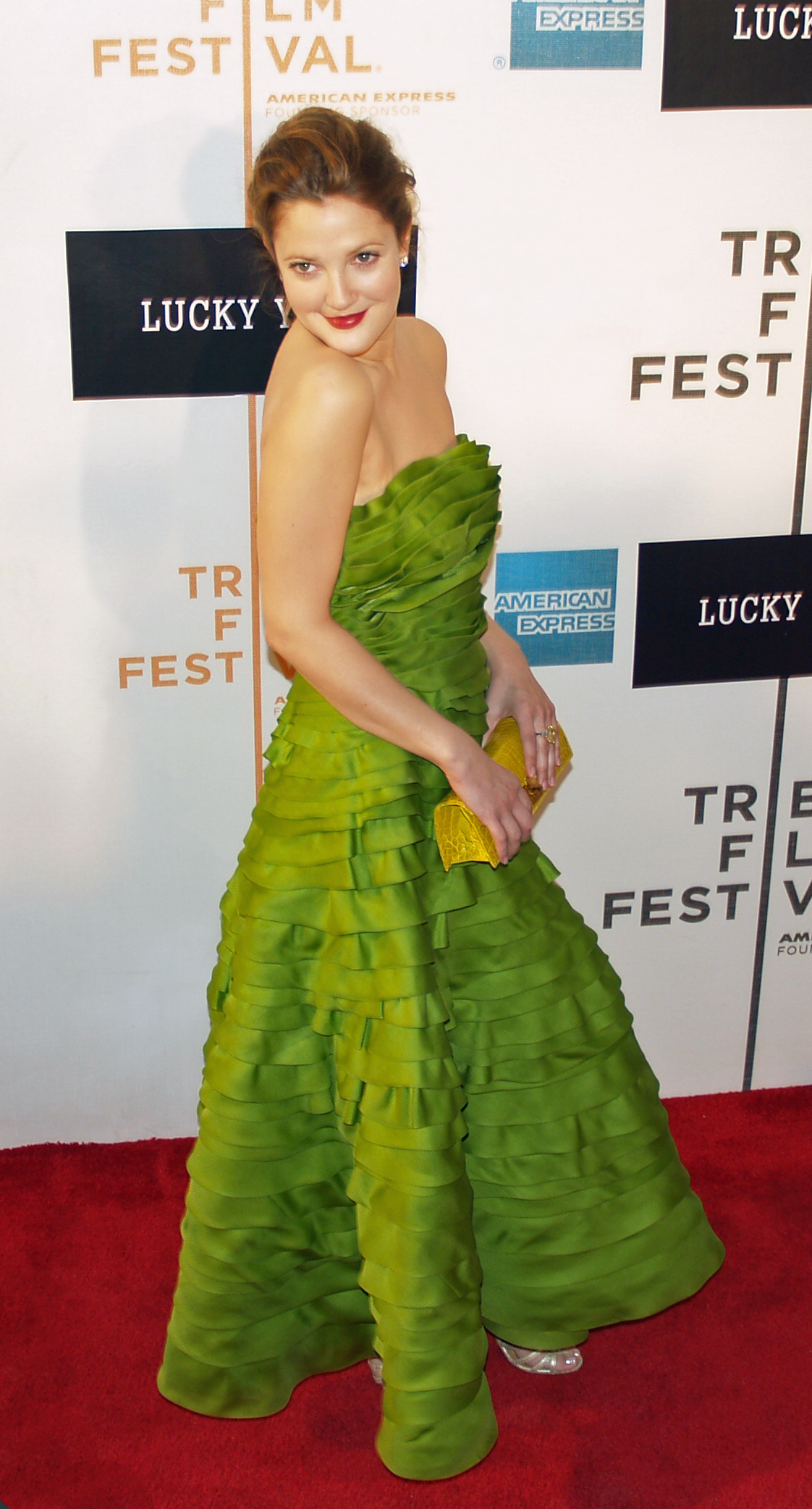
Barrymore op het Tribeca filmfestival (2007)

Drew Blythe Barrymore (Culver City, 22 februari 1975) is een Amerikaans film- en televisieactrice, filmproducent en voormalig kindster. Ze won in 2010 een Golden Globe voor haar hoofdrol als Little Edie in de televisiefilm Grey Gardens. Daarnaast won ze meer dan 25 andere prijzen, waaronder een Saturn Award voor beste actrice in 1999 (voor de tragikomedie Ever After), een Satellite Award en een Screen Actors Guild Award (allebei voor Grey Gardens). Barrymore kreeg in 2004 een ster op de Hollywood Walk of Fame. Op 25 april 2007 werd ze door het tijdschrift People uitgeroepen tot mooiste vrouw ter wereld.

## Biografie
Barrymore is een dochter van acteur John Drew Barrymore en de kleindochter van John Barrymore en Dolores Costello. Ze is ook een achternicht van Lionel en Ethel Barrymore. Haar carrière begon toen ze elf maanden oud was, in een hondenvoerreclame. Op zevenjarige leeftijd brak Barrymore door bij het grote publiek met haar rol als Gertie in de sciencefictionfilm E.T. the Extra-Terrestrial.
Barrymore begon op negenjarige leeftijd met roken, op elfjarige leeftijd met het drinken van alcohol en toen ze twaalf was met het gebruik van marihuana. Op haar dertiende snoof ze voor het eerst cocaïne. Deze periode beschreef Barrymore in 1990 in haar autobiografie Little Lost Girl.
Na behandeling in een afkickkliniek werd Barrymore in de jaren negentig een sekssymbool en speelde vaak de rol van slechterik. Ze was net achttien toen ze een naaktscène had in de film Dual Ghost (aka Doppelganger). Ze was nog in vele films naakt te zien tot ongeveer 1996, het moment waarop ze in zogenaamde A-films begon te spelen. De eerste daarvan was Scream. Barrymore schakelde over van rollen in choquerende films naar het spelen in romantische komedies, zoals The Wedding Singer en 50 First Dates. Toch speelde ze ook nog steeds in zwaardere films, zoals Riding in Cars with Boys, Donnie Darko en Confessions of a Dangerous Mind. Op 3 februari 2004 kreeg Barrymore een ster op de Hollywood Walk of Fame.

## Privé
Barrymore was van juni 2012 tot en met juli 2016 getrouwd met Will Kopelman, haar derde echtgenoot. Samen met hem kreeg ze twee dochters. Eerder was ze getrouwd met Jeremy Thomas (maart 1994 - februari 1995) en komiek Tom Green (juli 2001 - oktober 2002).